# دوغلاس كومر
دوغلاس كومر (بالإنجليزية: Douglas Comer)‏ هو عالم حاسوب أمريكي، ولد في 9 سبتمبر 1949، وهو أستاذ علوم الكمبيوتر في جامعة بيردو، حيث يدرِّس حلقات تعليمية حول أنظمة التشغيل وشبكات الحاسوب. وقد كتب العديد من الأوراق البحثية والكتب التعليمية. كما يرأس العديد من المشاريع في مجال أبحاث الشبكات.